# مدو (النيجر)
مدو (بالفرنسية: Madaoua)‏ هي إدارة في النيجر، تقع في منطقة طاوة، بلغ عدد سكانها 545,538  نسمة وذلك حسب إحصائيات سنة 2012، عاصمتها ماداوا، تبلغ مساحتها 4,856 كيلومتر مربع.